# Hafız Ahmed Pascià
Filibeli Hafız Ahmed Pasha (Plovdiv, 1564 – Istanbul, 10 febbraio 1632) è stato un politico ottomano, conosciuto anche con l'epiteto di Müezzinzade ("figlio del muezzin"), gran visir dell'Impero ottomano per ben due volte sotto il governo del sultano Murad IV.
Nato nell'odierna Bulgaria, figlio di un muezzin di etnia pomacca, si recò a Istanbul all'età di 15 anni come impiegato al palazzo del sultano dove rimase per molti anni. Dal 1609 in poi, divenne governatore dell'Eyalet di Damasco (Siria), passando poi a quello di Van (Turchia), Erzurum (Turchia), Baghdad (Iraq) ed in altri importanti eyalet dell'Anatolia.
Prestò servizio presso il sultano come Gran visir per due volte e morì in carica durante una rivolta scoppiata il 10 febbraio 1632 quando un gruppo di giannizzeri tentò di detronizzare il sultano Murad IV. 

## Famiglia
Fra il 1622 e il marzo 1626 sposò Ayşe Sultan, figlia del defunto Ahmed I e della reggente Kösem Sultan. 
Ebbero due figli: 
- Sultanzade Fülan Bey (1626 - 1628);
- Sultanzade Mustafa Bey (1628 - 1670).